# Nordstern
Nordstern is een historisch merk van motorfietsen.
De bedrijfsnaam was: Nordstern-Fahrzeugwerke GmbH, Wasserelfingen, Württemberg.
Duits bedrijf dat vanaf 1922 2½ pk tweetakten produceerde, die later (na het faillissement van Nordstern in 1924) onder de naam SFW op de markt kwamen.